# Bolyai János nemzetközi matematikai díj
A Bolyai János nemzetközi matematikai díj (röviden: Bolyai-díj) a Magyar Tudományos Akadémia által alapított nemzetközi díj. Ötévente ítélik oda annak a matematikusnak, aki a megelőző tizenöt (korábban tíz) évben bárhol, bármilyen nyelven megjelent legkiválóbb, áttörő jelentőségű, saját új eredményeket, módszereket bemutató matematikai monográfiát készített. A díj odaítélésekor tekintetbe veszik a szerző előző tudományos munkásságát is.
A Bolyai Jánosról elnevezett díjat tízfős díjbizottság ítéli oda, amelyet a Magyar Tudományos Akadémia Matematikai Tudományok Osztályának öt tagjából, valamint öt kiemelkedő külföldi matematikusból hoznak létre.
A díjjal egy aranyozott bronzérem, valamint 25 ezer dolláros pénzjutalom jár.

## Története
Bolyai születésének 100. évfordulójára készülve a Magyar Tudományos Akadémia 1902. január 27-i rendelkezésével 10 000 koronás, ötévente odaítélendő nemzetközi díjat alapított Bolyai jutalom elnevezéssel a kiemelkedő matematikai munkák díjazására. A díjjal az Akadémia Bolyai Jánosnak és Bolyai Farkasnak, „a halhatatlan tudósnak, valamint az ő mélyen gondolkodó atyjának és a tudományban mesterének” kívánt maradandó emléket állítani. Lényegében a hiányzó matematikai Nobel-díj egyfajta pótlására és Bolyai emlékének fenntartására szánták. Az alapítók elgondolása szerint a jutalommal „a megelőző öt évben bárhol és bármely nyelven megjelent legkiválóbb mathematikai vizsgálat szerzőjét, tekintetbe véve az illetőnek előbbi tudományos működését is,” kívánták kitüntetni. A díj odaítélése felől – kezdeti időszakban – a Magyar Tudományos Akadémia alapította Bolyai-bizottság döntött. A négyfős bizottság munkájába eredeti elképzelés szerint két neves külföldi matematikus is belekapcsolódott. 1905-ben, a nemzetközi Bolyai-bizottság tagjai között volt Jean Gaston Darboux francia, és Felix Christian Klein német matematikus, míg 1910-ben Henri Poincaré francia, valamint Gösta Mittag-Leffler neves svéd matematikus.
A díjjal együtt egy arany emlékérmet is adományoztak, melyet Schwartz István magyarországi származású, Bécsben élő és tanító szobrász- és éremművész készített. Előlapján a budai vár részlete, a Széchenyi lánchíd és az Akadémia épülete látható, alatta babérkoszorús keret a díjazott nevének és az adományozás évének bevésésére, valamint az S.S. mesterjegy. Köriratban: A MAGYAR TUDOMÁNYOS AKADÉMIA BOLYAI-ÉRME olvasható. A hátlapon felemelt jobb kezével a tudás nektárját osztogató, balját egy pajzson nyugtató nőalak, a Magyar Tudományos Akadémia Allegóriája, lent a BORÚRA DERŰ jelmondat, jobbra SCHWARTZ mesterjegy látható. A eredeti 70 mm átmérőjű színarany érmet Körmöcbányán verték.
A Bolyai-díjat és emlékérmet első alkalommal 1905-ben, másodszor 1910-ben ítélték oda. 1905-ben Henri Poincaré francia matematikus, 1910-ben David Hilbert német matematikus voltak a díjazottak. További adományozásra az első világháború, illetve a későbbi történelmi események miatt nem került sor. Az 1990-es években vetődött fel ismét a díj újraalapításának reális lehetősége. Erre jó alkalmat adott, hogy a Nemzetközi Matematikai Unió kezdeményezésére az UNESCO a matematika évének nyilvánította a 2000-es évet.

## A díjazás menete
A díj odaítélése előtt egy évvel az MTA Matematikai Tudományok Osztálya megválasztja a tízfős díjbizottságot, és kijelöli annak elnökét. A bizottság a díj átadása előtt legkésőbb három hónappal jelentést tesz döntéséről, majd kiválasztja tagjai közül azt az előadót, aki a díj átadásakor részletesen ismerteti a díjazott munkásságát és erről írásbeli jelentést készít. Az elnök a bizottságban szintén szavaz; szavazategyenlőség esetén az ő szavazata dönt.
A bizottság jelentése az Akadémiai Értesítőben jelenik meg. A díjazott munkásságának részletes ismertetése az Acta Mathematica Hungarica-ban kerül publikálásra.

## A díj leírása
A díj egy 70 mm átmérőjű aranyozott bronzérem, amelyet az 1905-ös eredeti, Schwartz-féle verőtövek felhasználásával készítenek.
A díj mellé 25 ezer amerikai dollár összegű „Bolyai-jutalom” is járul, amennyiben az anyagi fedezet – az állami költségvetés függvényében – biztosítható.

## Díjazottak
| Év   | Díjazott                   | Ország                                  | Megjegyzés |
| ---- | -------------------------- | --------------------------------------- | --- |
| 1905 | Henri Poincaré             | Franciaország                           | „1879-ben megindult kutatásaiért a mathematika egész területe körül [...] mindenütt új nézőpontokkal szolgálva a mathematikai kutatásnak.” |
| 1910 | David Hilbert              | Németország                             | „1905-1909 közötti tudományos közleményeiért, figyelemmel az azt megelőző tudományos karrierjére.”                                         |
| 2000 | Szaharón Selah             | Izrael                                  | „Cardinal Arithmetic” című könyvéért. |
| 2005 | Mihail Leonyidovics Gromov | Oroszország, Franciaország              | „Metric Structures for Riemannian and Non-Riemannian Spaces” című könyvéért.                                                               |
| 2010 | Jurij Ivanovics Manyin     | Oroszország, Németország                | „Frobenius manifolds, quantum cohomology, and moduli spaces” című könyvéért.                                                               |
| 2015 | Barry Simon                | Amerikai Egyesült Államok               | „Orthogonal polynomials on the unit circle” című könyvéért.                                                                                |
| 2020 | Terence Tao                | Ausztrália                              | „Nonlinear Dispersive Equations” című könyvéért és nagy hatású matematikai ismeretterjesztő tevékenységéért.                               |
| 2025 | Kollár János               | Magyarország, Amerikai Egyesült Államok | „Families of varities of general type” című könyvéért.                                                                                     |